# 보렐리스 쿼드랭글
보렐리스 쿼드랭글(Borealis quadrangle)는 위도 65 - 90°에서 수성을 둘러싸는 쿼드랭글이다.
이 쿼드랭글에는 괴테 분지와 스키나카스 분지가 있는데, 매리너 10호가 찍은 사진 총돌구 중에서 각각 6번째, 7번째 로 큰 충돌구이며 그중 괴테 분지의 지름은 대략 400 km이다.
서경 100 - 190°의 지역은 오래된 충돌구와 충돌구 사이의 평원이 집중적으로 분포하는 지역이다. 특히 젊은 충돌구는 다른 평원들 위에 겹쳐져 있다.
베르디는 지름이 122 km 인 젊은 충돌구이다. 광대한 분출물 덮개와 이차 충돌구 지역은 평원과 오래된 충돌구 위에 겹쳐져 있다. 서경 0 - 100°의 지역은 매끄러운 평원들이 있는 특징이 있다. 광활한 보렐리스 평원의 푹 패인 곳은 지름이 1,000km로 불규칙한 아치형의 형태를 띠고 있다. 이 구덩이는 몇몇 오래된 충돌 지형 너머에 위치하고 있다.

## 매리너 10호의 사진

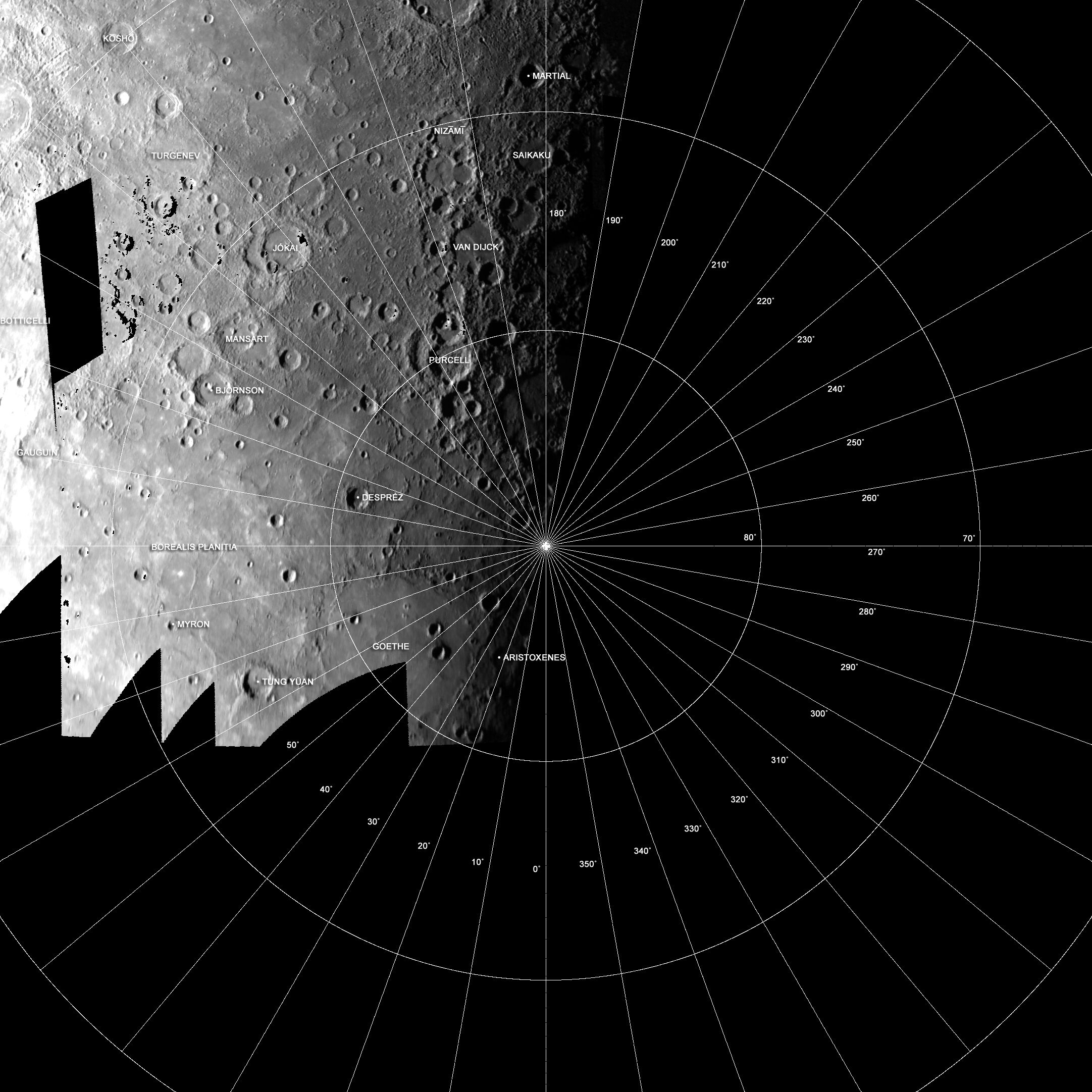
매리너 10호의 모자이크 사진

매리너 10호의 보렐리스 지역 사진은 서경 0 - 190° 지역에서만 보이는데, 이는 그 이상의 부분에서는 어두운 지역이기 때문이다. 1974년 3월 29일, 매리너 10호가 처음 플레이바이를 하면서 그 지역의 가장 선명한 사진을 찍었다. 지도에 쓰인 대부분의 사진들은 소우주선 (Mercury I)이 처음 이동할 때 찍혔지만, 다른 소우주선 (Mercury II) 그런 사진을 찍지 못 했다. 추가로, 보렐리스 지역의 입체사진은 존재하지 않는다. 왜냐하면 명암 경계선이 자오선과 처음 닿았을 때 수 도만큼 떨어졌기 때문에, 일반 지역의 사진들은 밝은 조명 아래에서 찍혔다. 그러나 조명과 표면의 큰 경사도는 지질학적으로 해석하는데는 방해가 됐다.

## 기후
수성의 적도면은 궤도면에 대해 2° 정도 기울어져있다. 그로 인한 경사도와 궤도 이심률 때문에 평균 온도가 변화한다. 그러나, 상대적으로 느린 수성의 자전 속도 때문에, 하루 평균 온도는 위도와 경도에 따라 크게 변한다. 수성에서의 태양 광도는 2 수성년 내내 다르다. 이는 수성의 이심률 때문이다. 이는 평형 온도의 20%선에서 변한다는 사실과 일치한다. 게다가, 궤도의 각운동량 보존과 스핀-궤도 결합은 낮의 길이에 막대한 영향을 끼친다. 동틀녘과 해질녘에는 수성 지평선이 태양을 가로지르는 시간이 늦기 때문에 그 길이가 늘어난다. 따라서 광량은 늘어나고 밤에는 수 지구일이 줄어든다. 이런 점과 수 켈빈의 표면 온도에도 불구하고, 극 지역의 지표 아래의 온도는 항상 영하의 상태를 유지한다.

## 층서학
보렐리스 지역에는, 3종류의 광활한 평원이 알려져 있다. 각각의 종류는 상대적인 나이와 크게 연관이 있는 충돌구의 밀도가 각각 다르다. 가장 큰 충돌구(가장 오래된 충돌구)부터 가장 작은 충돌구(가장 젊은 충돌구)까지, 충돌구와 충돌구 사이의 평원, 중간 평원 그리고 부드러운 평원. 거의 대부분의 충돌구는 이 3종류에 속한다.